# Царев-Дол
Ца́рев-Дол (болг. Царев дол) — село в Силістринській області Болгарії. Входить до складу общини Тутракан.

## Населення
За даними перепису населення 2011 року у селі проживали 50 осіб, з них 48 осіб (98,0%) — болгари.
Розподіл населення за віком у 2011 році:
Динаміка населення: